# Guus Bierings
Gustaaf ‘Guus’ Bierings (Uden, 28 september 1956) is een Nederlands voormalig wielrenner en Olympiër. Hij werd als junior Nederlands kampioen veldrijden.
In 1975 werd Bierings tweede in het Nederlands kampioenschap op de weg voor junioren. Twee jaar later, in 1977 eindigde hij als derde in de Ronde van Namur en reed hij de Ronde van de Toekomst. Hij won in 1976 en 1977 het militair kampioenschap op de weg.
In 1978 won hij samen met Bert Oosterbosch, Jan van Houwelingen en Bart van Est het wereldkampioenschap ploegentijdrit voor amateurs. In 1980 reed hij een verdienstelijke Olympia's Tour.
Guus Bierings was lid van het Nederlandse team dat meedeed aan de ploegentijdrit op de Olympische Spelen van 1980 in Moskou. De olympische wedstrijd werd gehouden op een afgesloten parcours van 50 km tussen kilometer 23 en 73 van de autoweg van Moskou naar Minsk. Samen met Jacques Hanegraaf, Theo Hogervorst en Adrie van der Poel eindigde hij als vijftiende met een tijd van 2:10.17,3 (46,052 km/u). De wedstrijd werd gewonnen door het Russische team dat 2:01.21,74 (49,439 km/u) over deze afstand nodig had.
In 1981 werd Bierings nog derde in de Omloop van de Glazen Stad, waarna hij langzaam uit de wielerwereld verdween. Guus Bierings reed nooit onder contract en is ook nooit professioneel wielrenner geworden.

## Overwinningen
1977
- 4e etappe Olympia's Tour

1978
- Wereldkampioen ploegentijdrit, Amateurs (met Bert Oosterbosch, Jan van Houwelingen en Bart van Est)